# WebVR
WebVR是一項實驗性的JavaScript API，可以利用網頁瀏覽器提供支援各種虛擬實境裝置（如HTC Vive、Oculus Rift或Google Cardboard），2018年被支持虚拟现实和扩展现实的WebXR取代。

## 歷史
WebVR於2014年春季由Mozilla的弗拉基米爾·弗基西維奇所提出。其API的貢獻者包括布蘭登·瓊斯（Brandon Jones）、鮑里斯·斯莫斯（Boris Smus）和Mozilla團隊中的其他人。2016年3月1日，Mozilla VR團隊和Google Chrome小組宣布推出WebVR API提案的1.0版本。